# بحيرة زروقة
بحيرة زروقة، هي بحيرة مغربية تقع على تراب جماعة تيزكيت بإقليم إفران، وتبعد عن مدينة إفران بحوالي كيلومتر واحد. تستقبل البحيرة السياح بشكل يومي من مختلف المدن المغربية من أجل التنزه وصيد السمك، وتنقسم إلى شطرين هما بحيرة زروقة 1 وبحيرة زروقة 2. كما تستقبل البحيرة أصنافا مختلفة من الطيرو المهاجرة والمستقرة مثل الحمام الطوراني واليمام المطوق الأوراسي والطيطوي الشائع والسنقيل والبلشوم الأرمد والبط السماري، والبط الحمراوي والغطاس المتوج والغرة. تضم البحيرة أنواعا متنوعة من الأسماك، مثل سمك المنقوف والرغن النهري والقماص والترويت القزحية.

## الخصائص

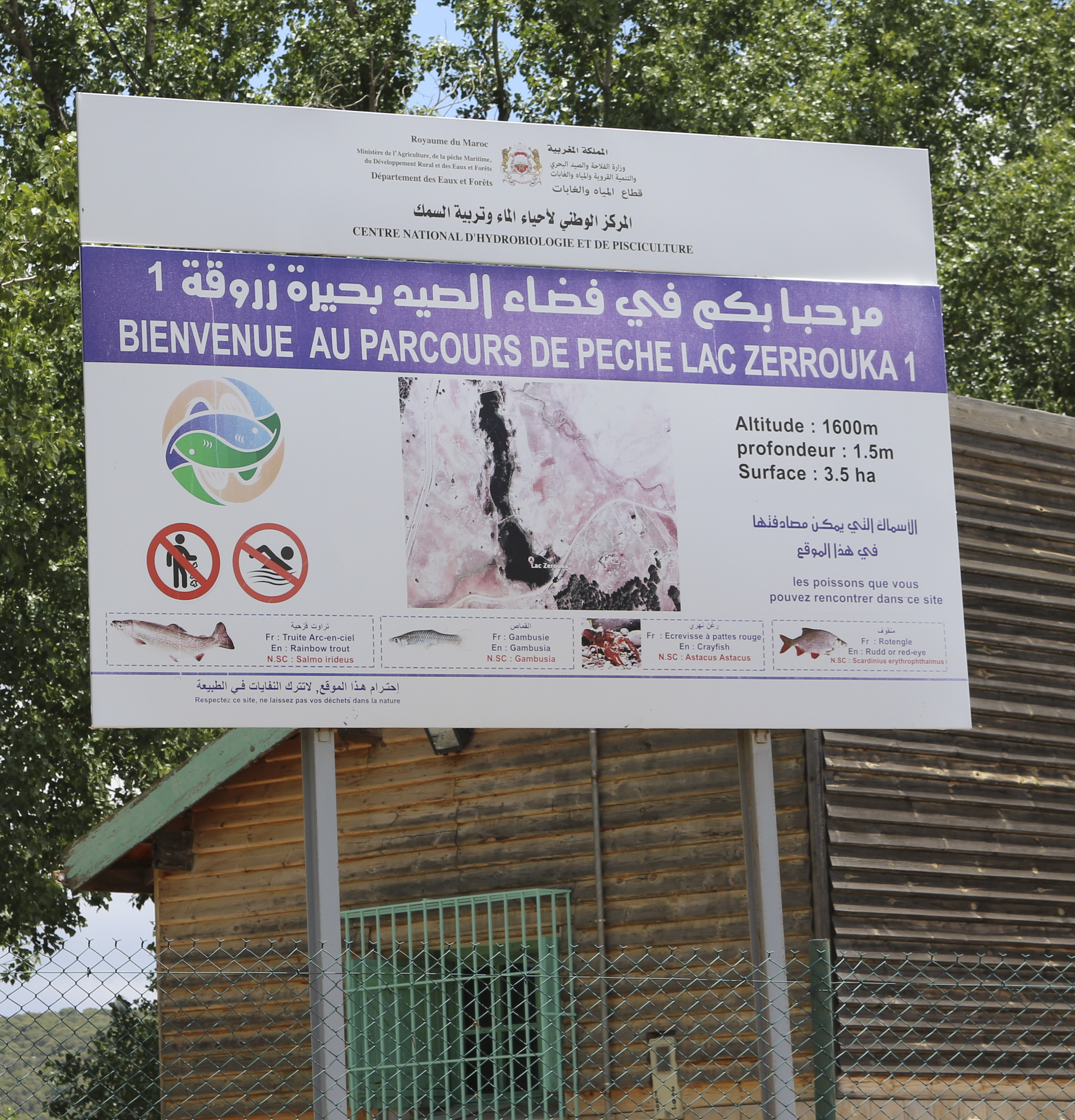
معلومات حول بحيرة زروقة

تقع بحيرة زروقة 1 على ارتفاع 1600 متر، ويبلغ عمقها متر ونصف، وتمتد على مساحة 3.5 هكتارا.

## معرض الصور

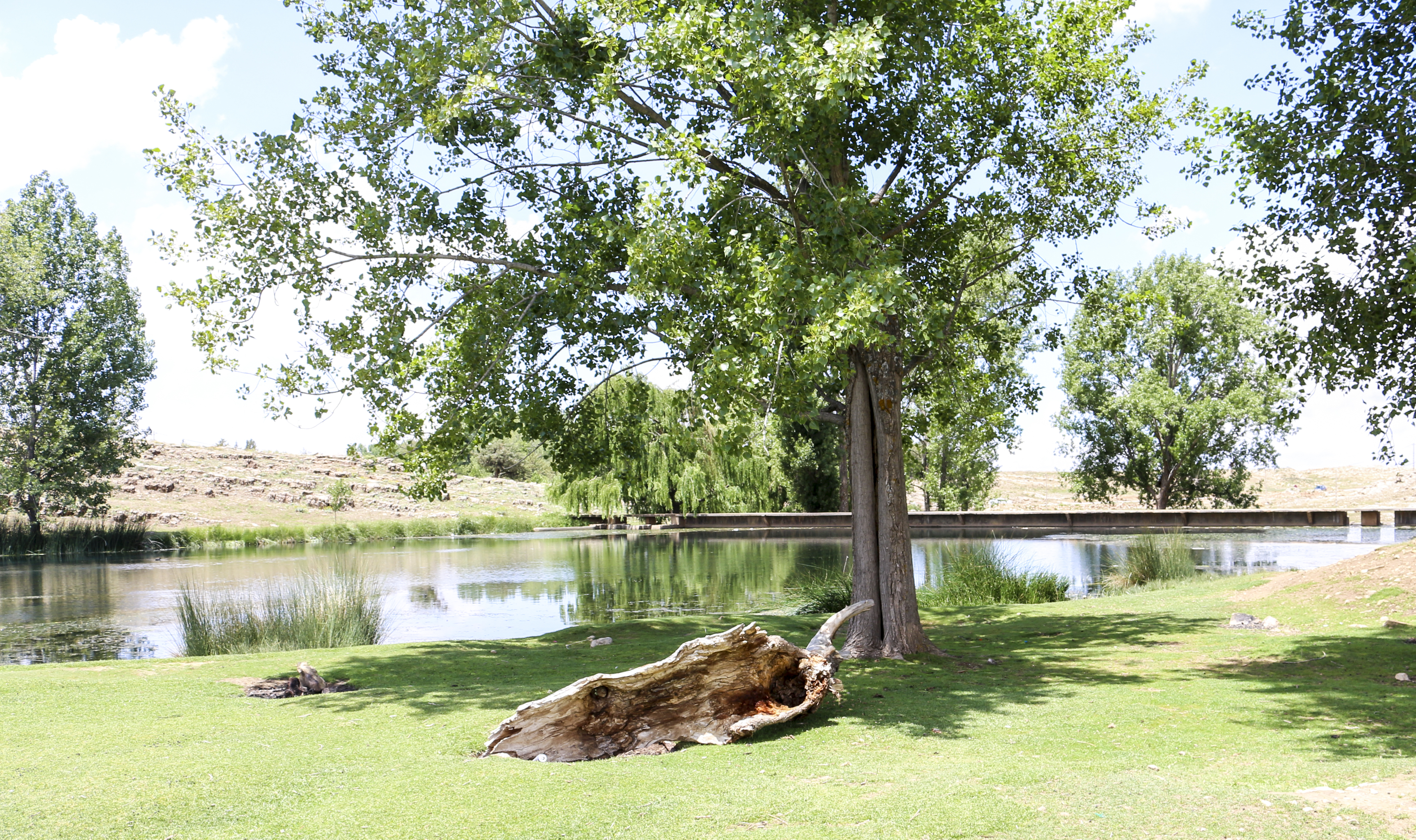
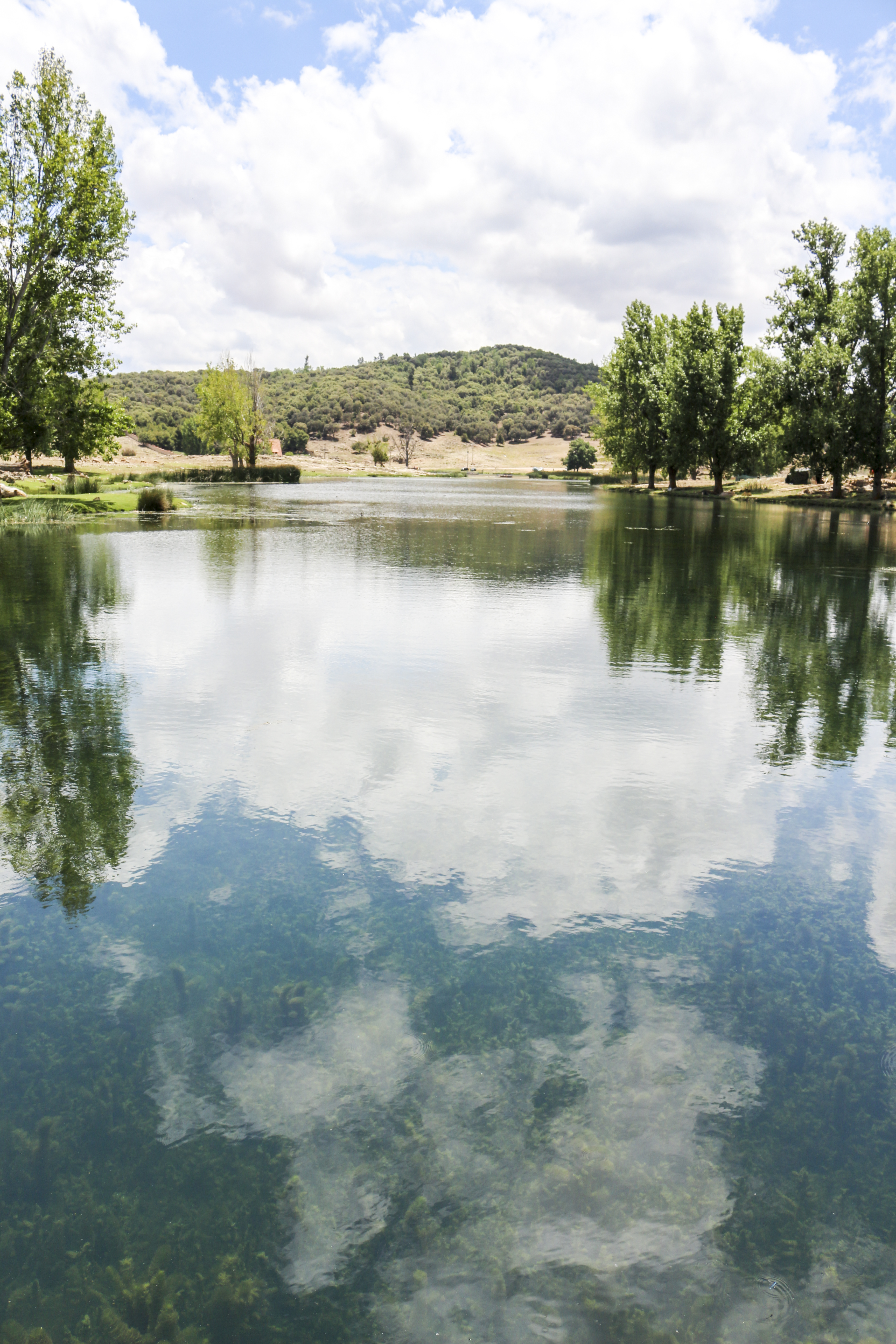
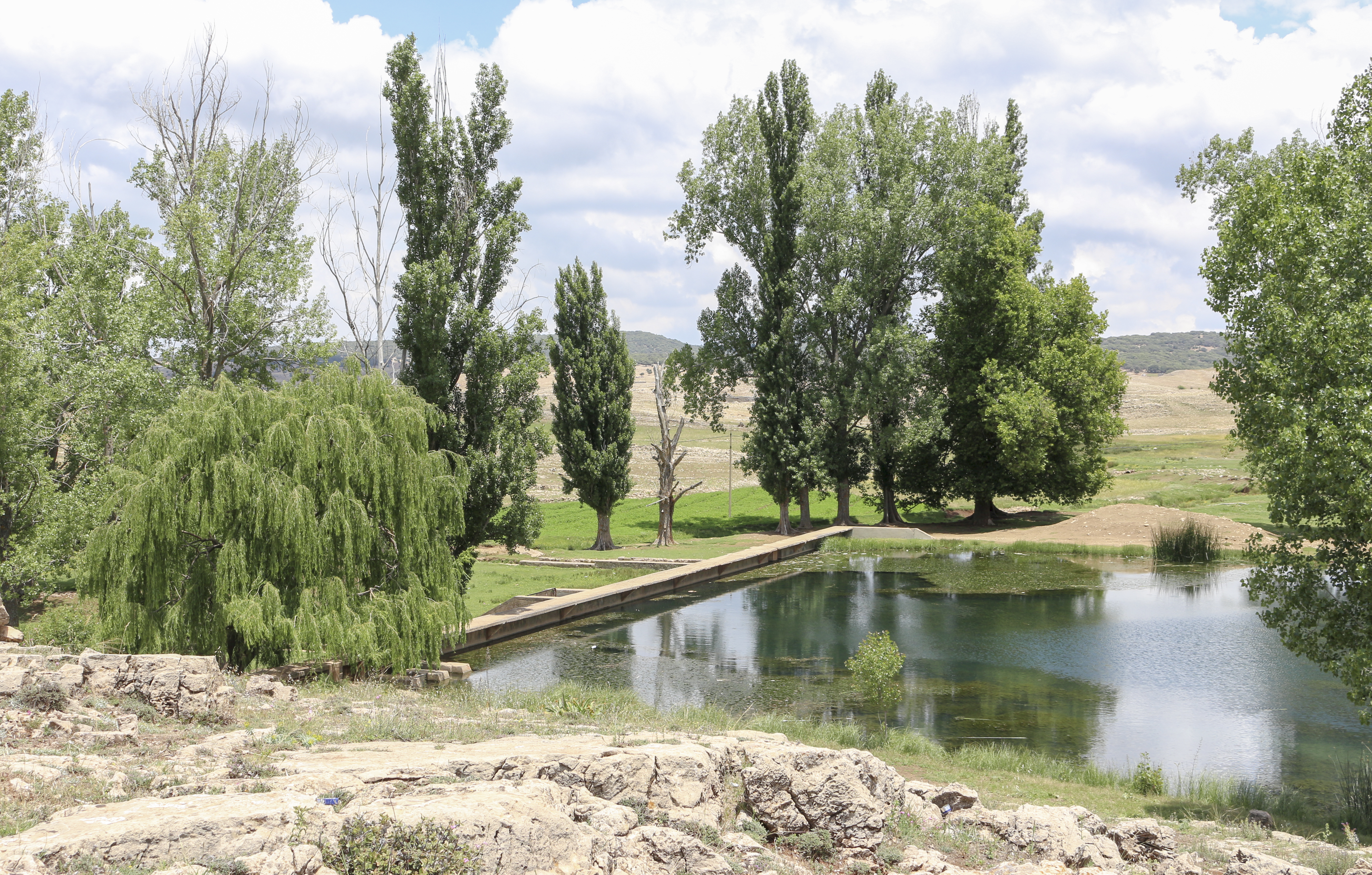
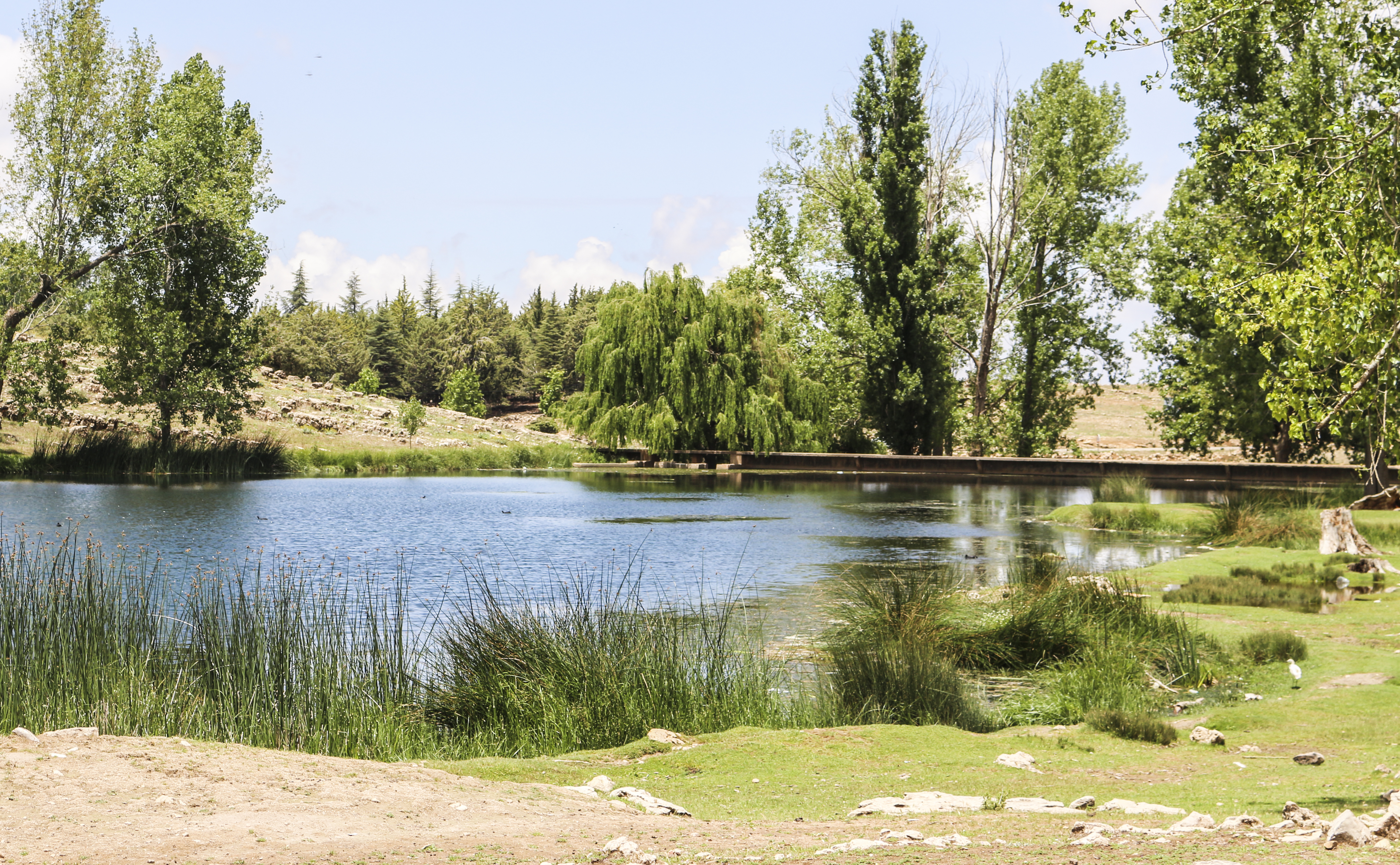
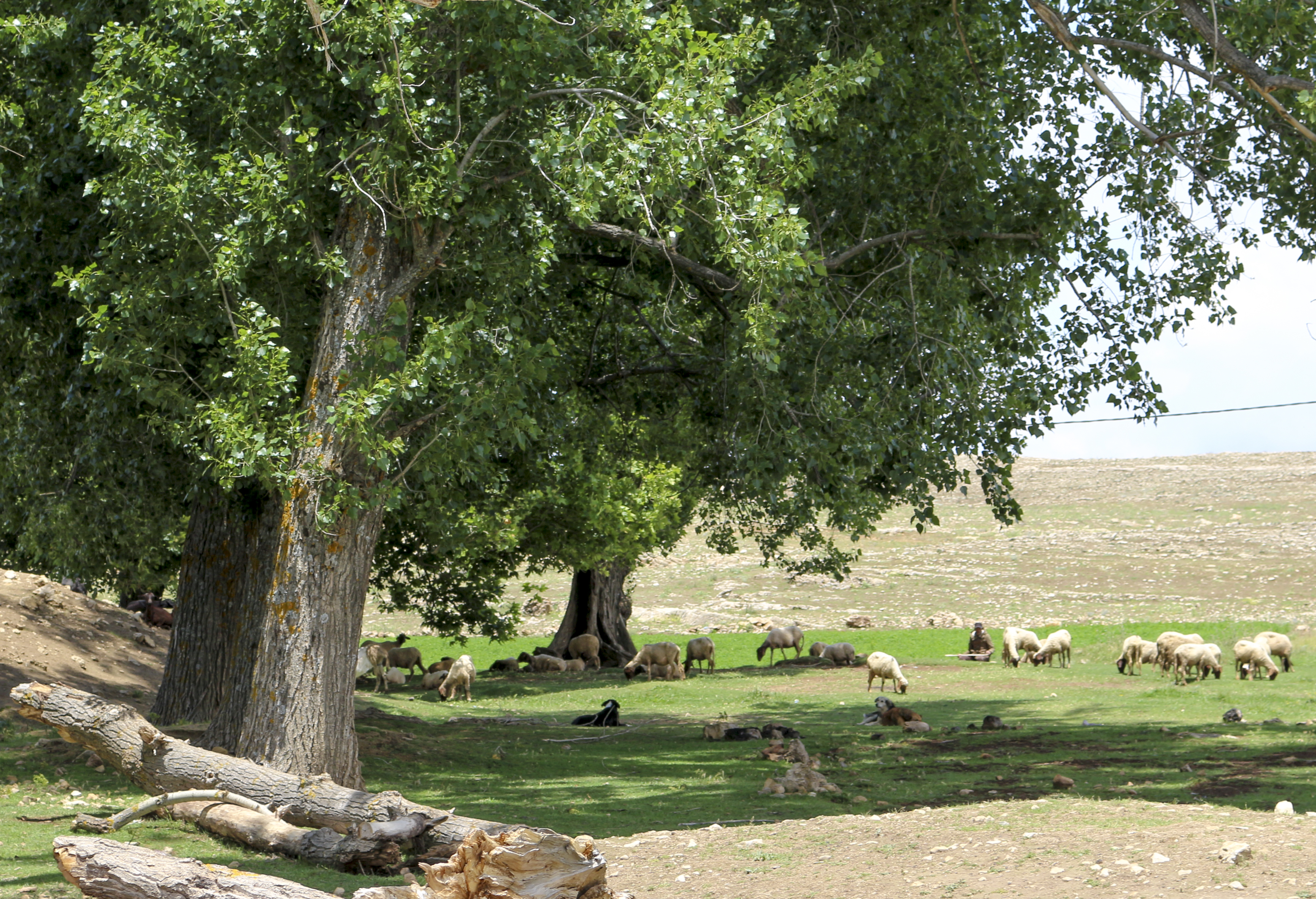
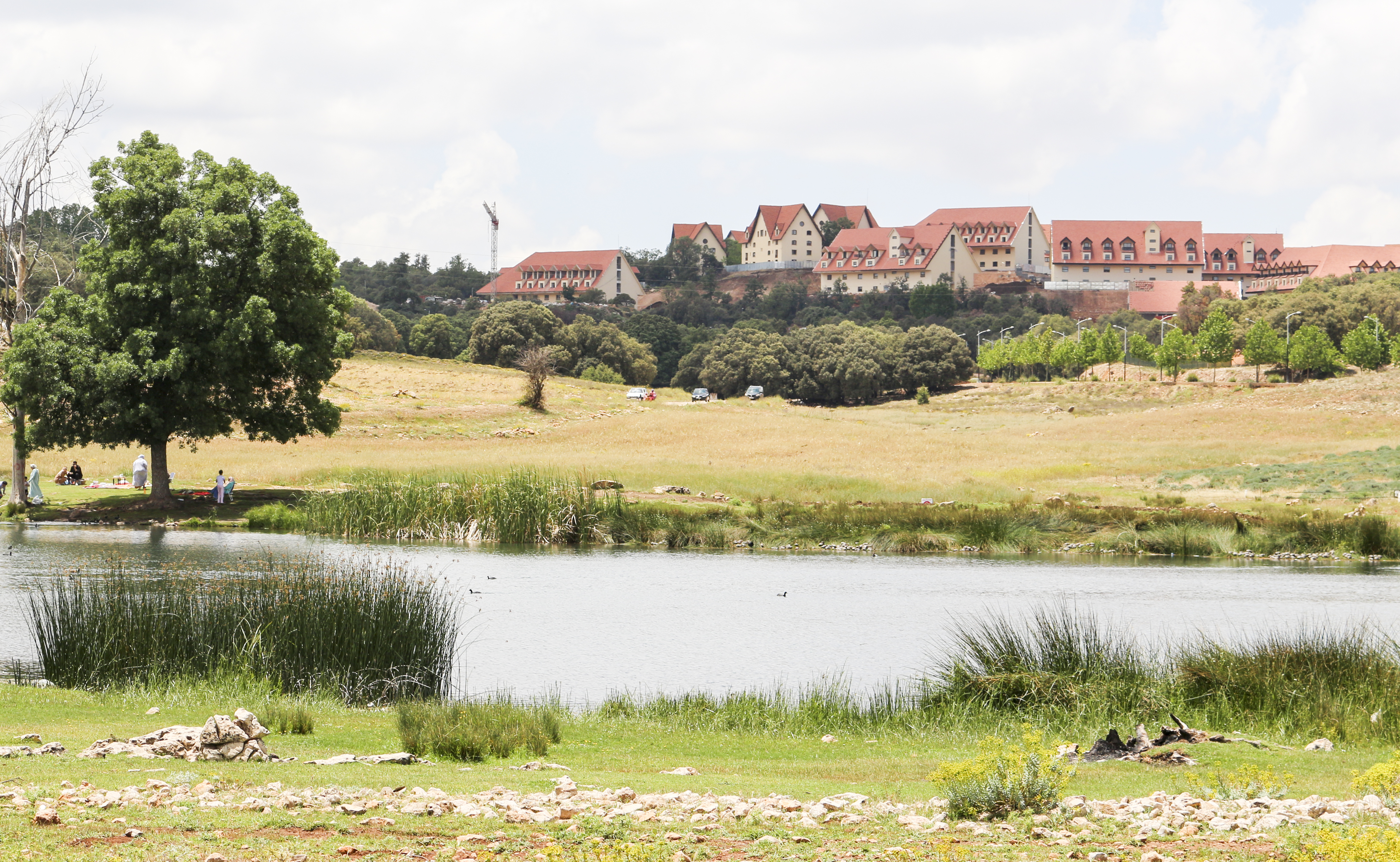
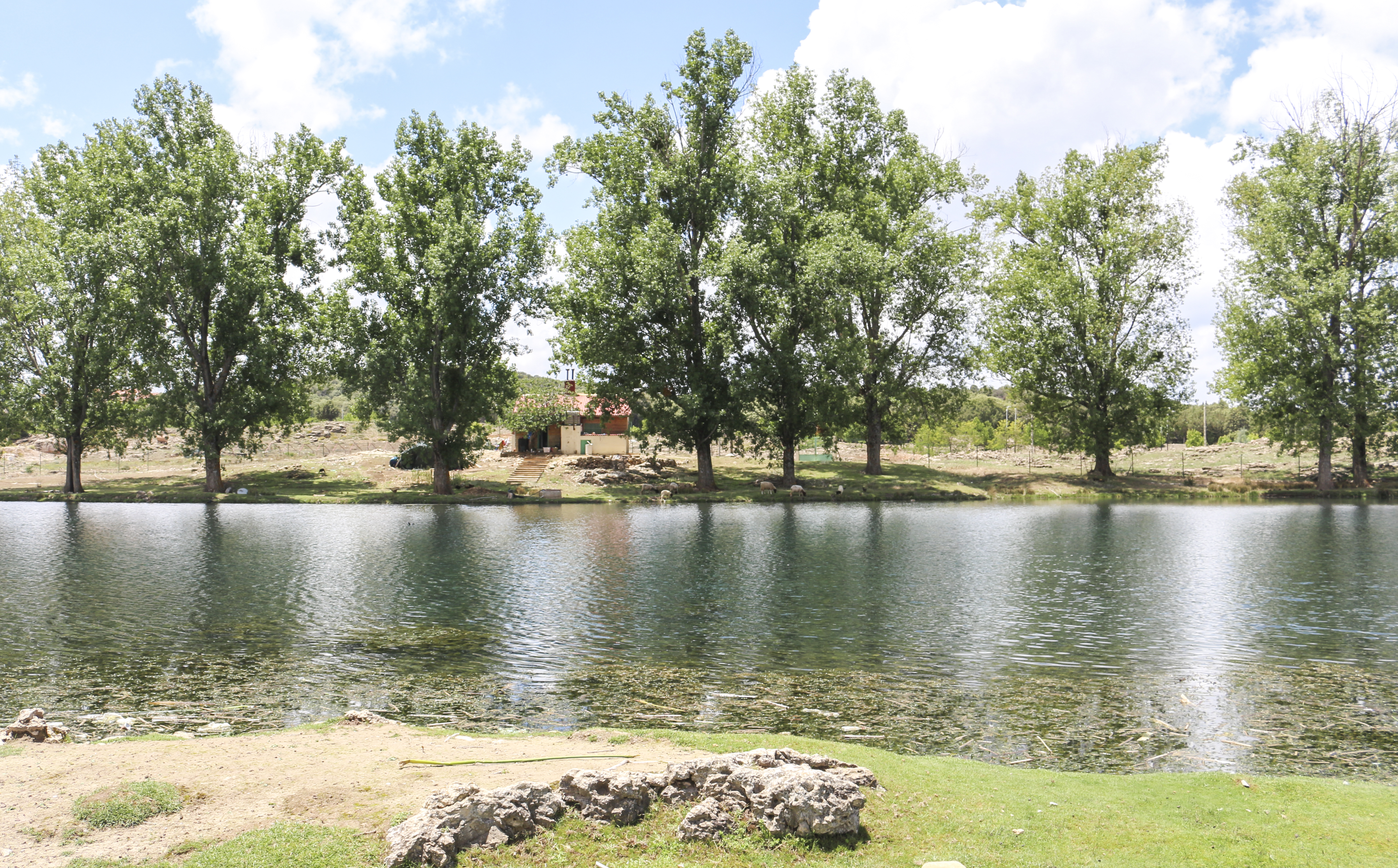
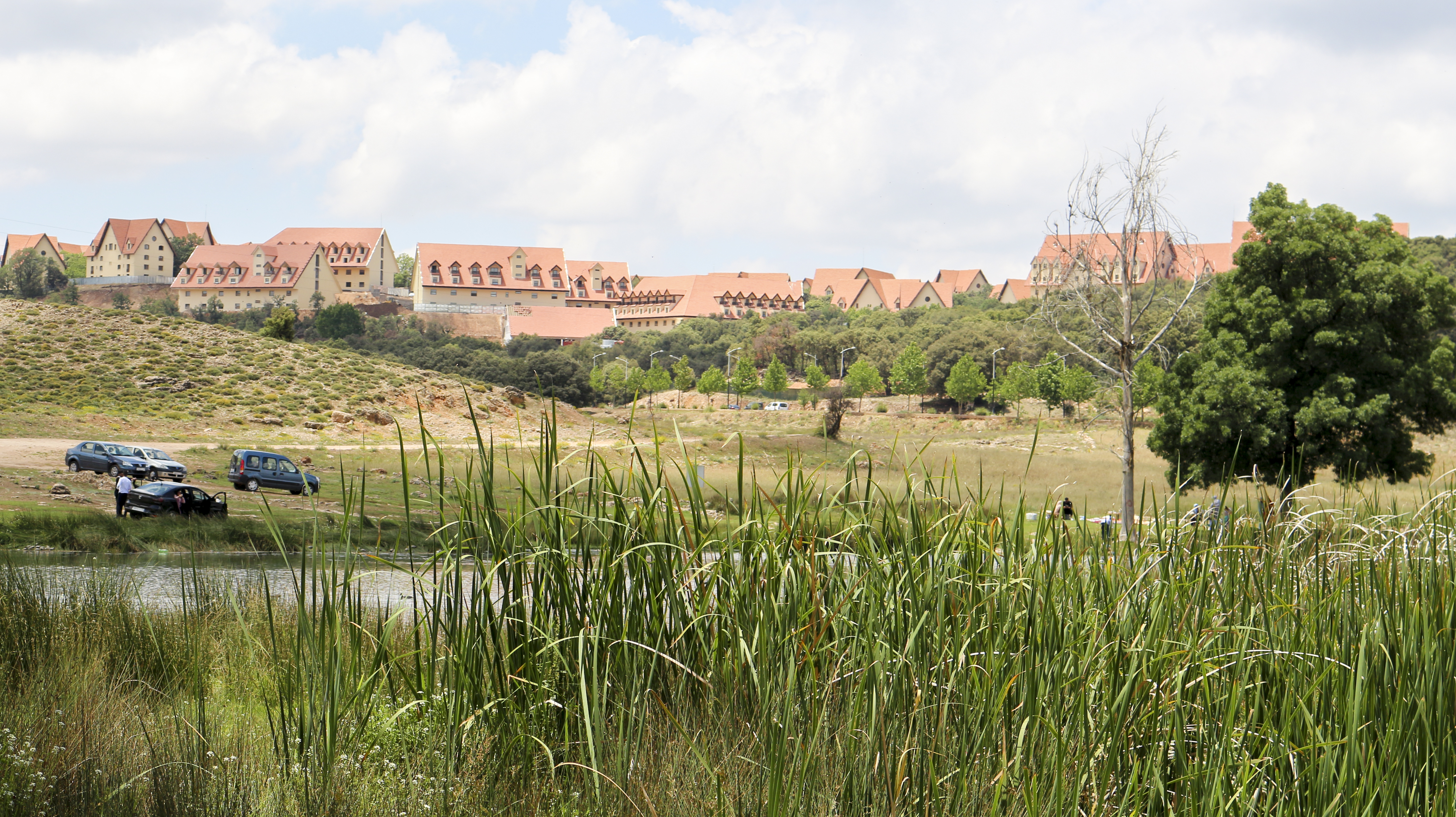
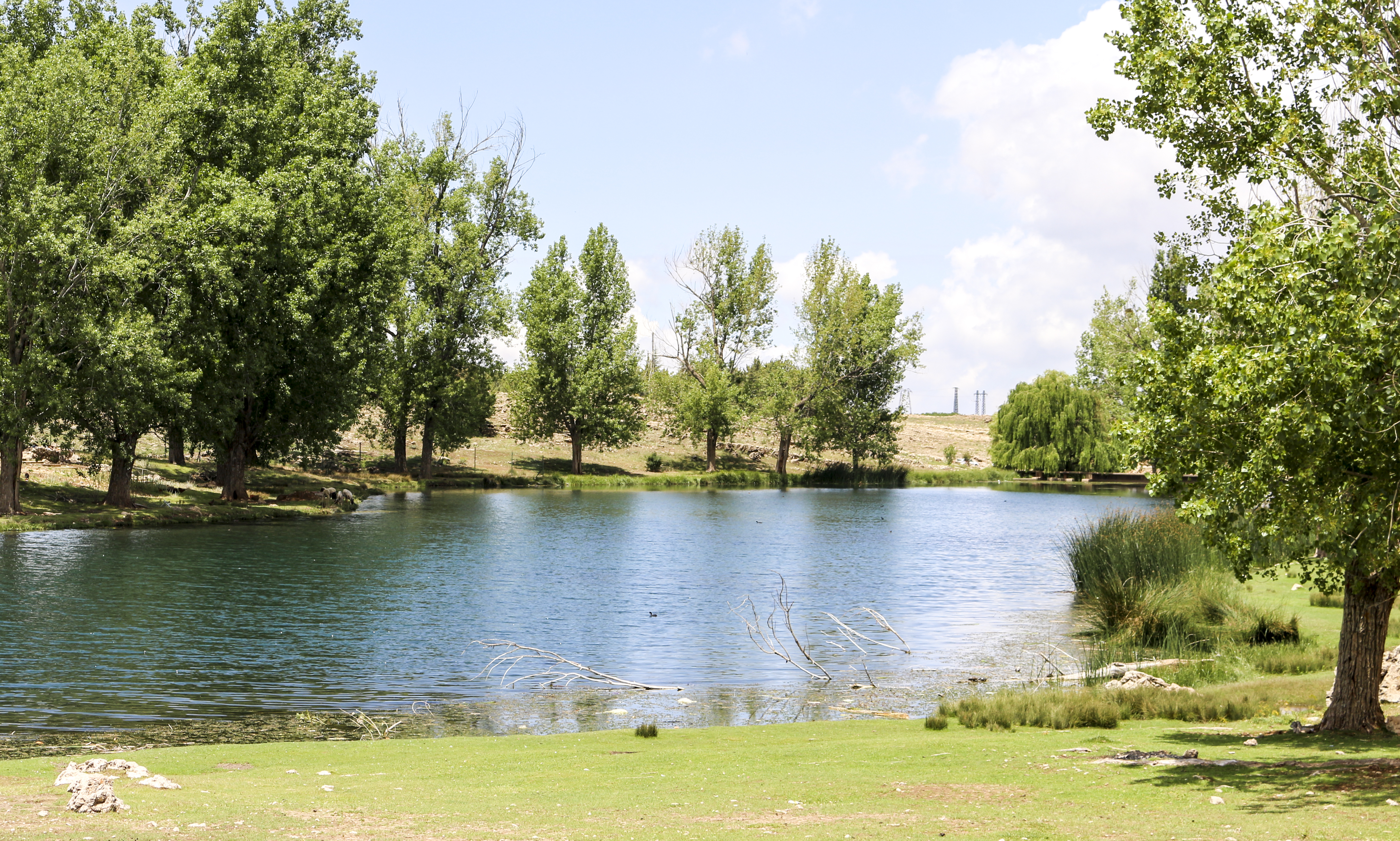
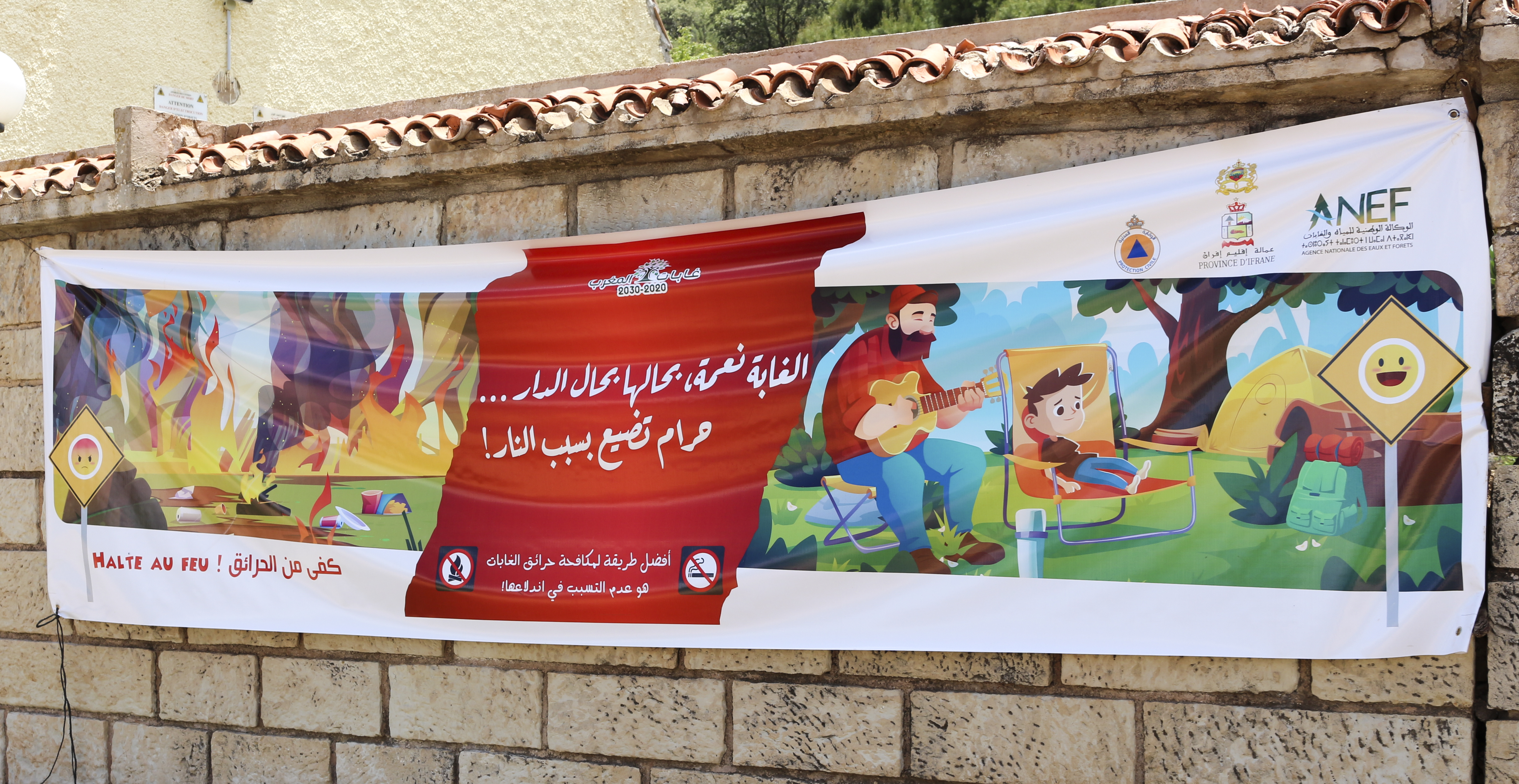
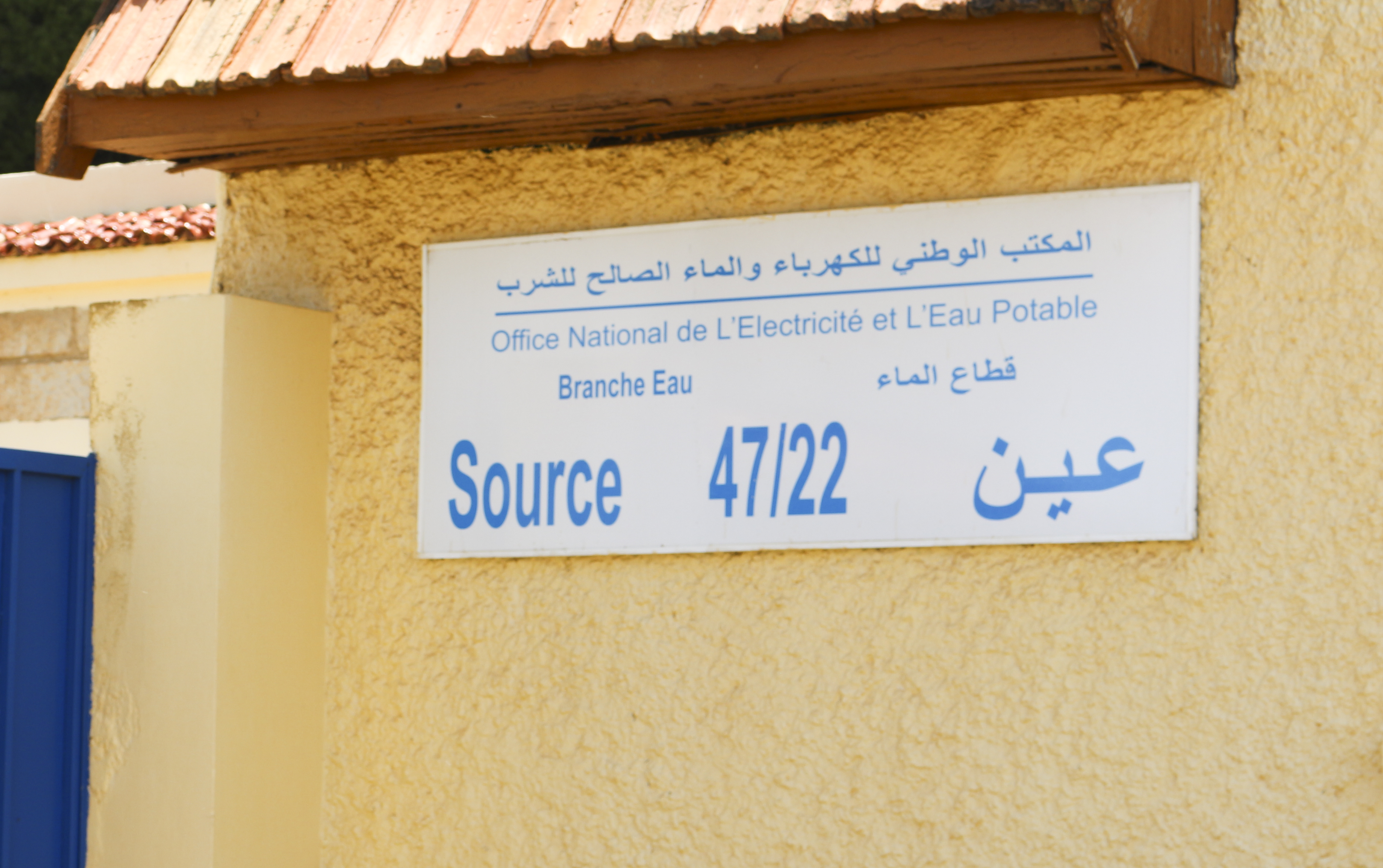
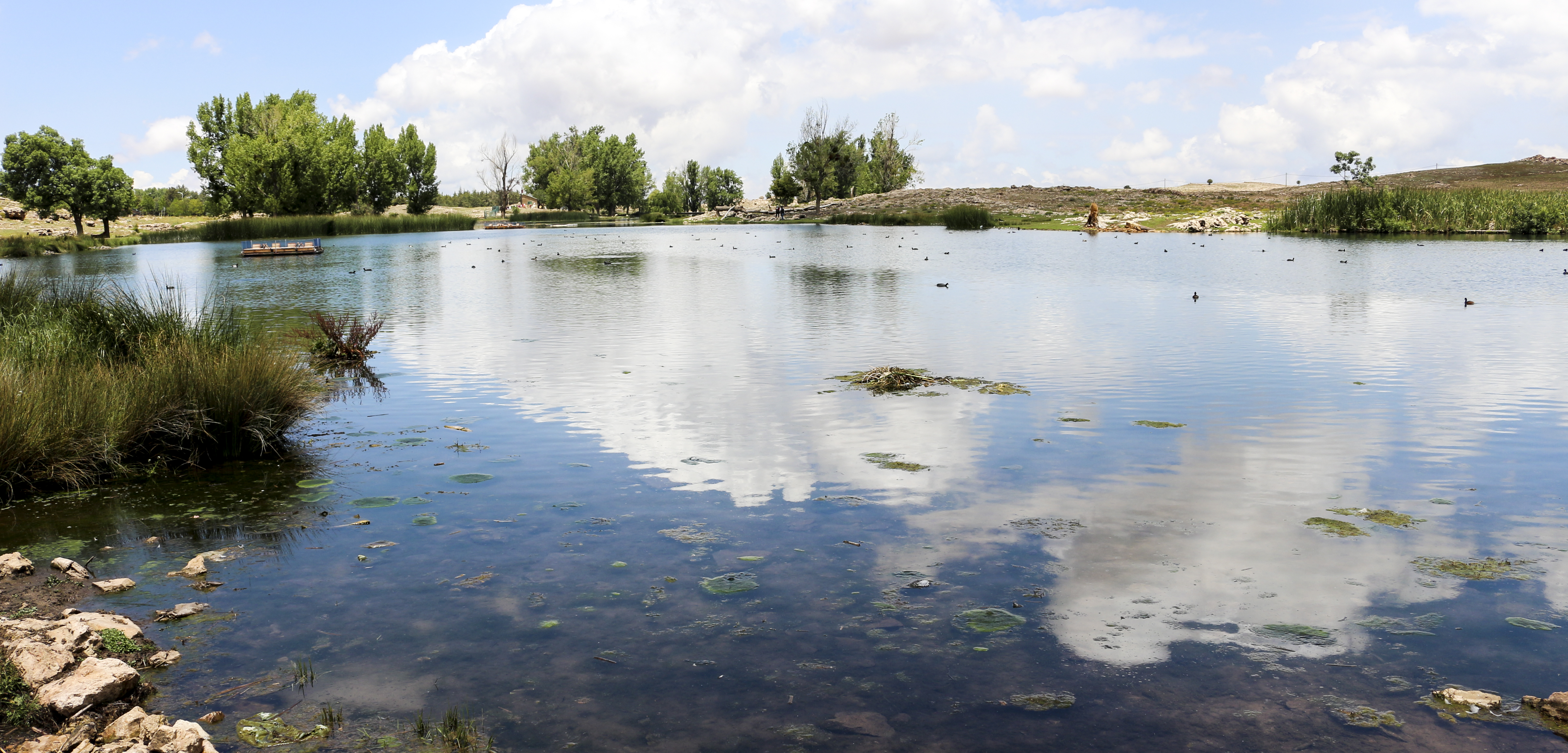
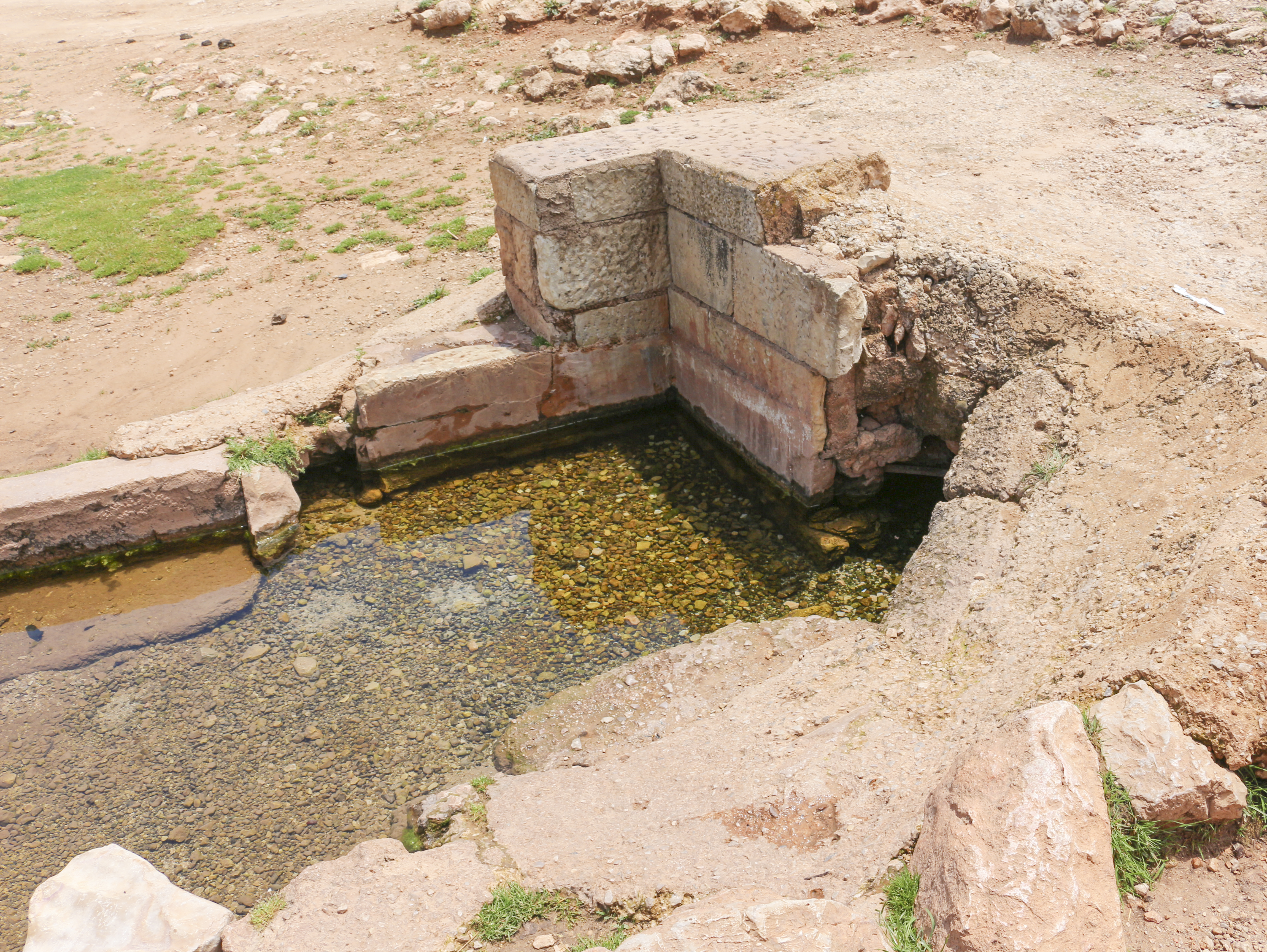
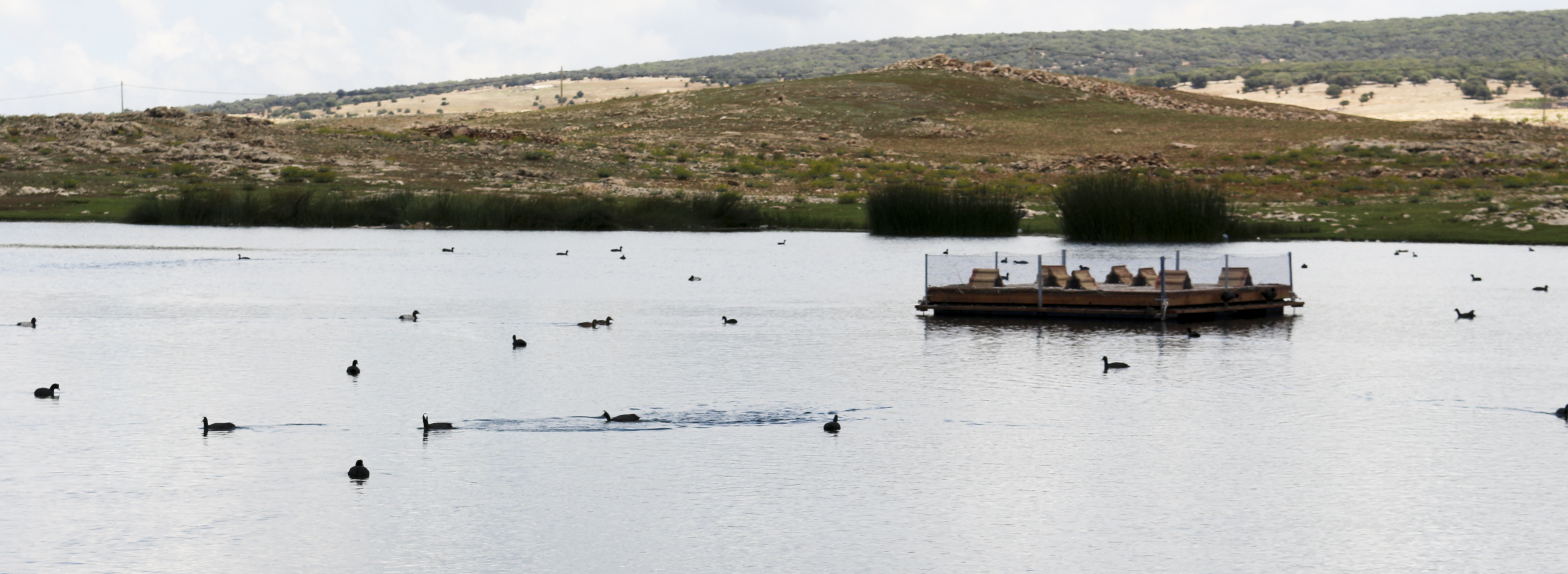
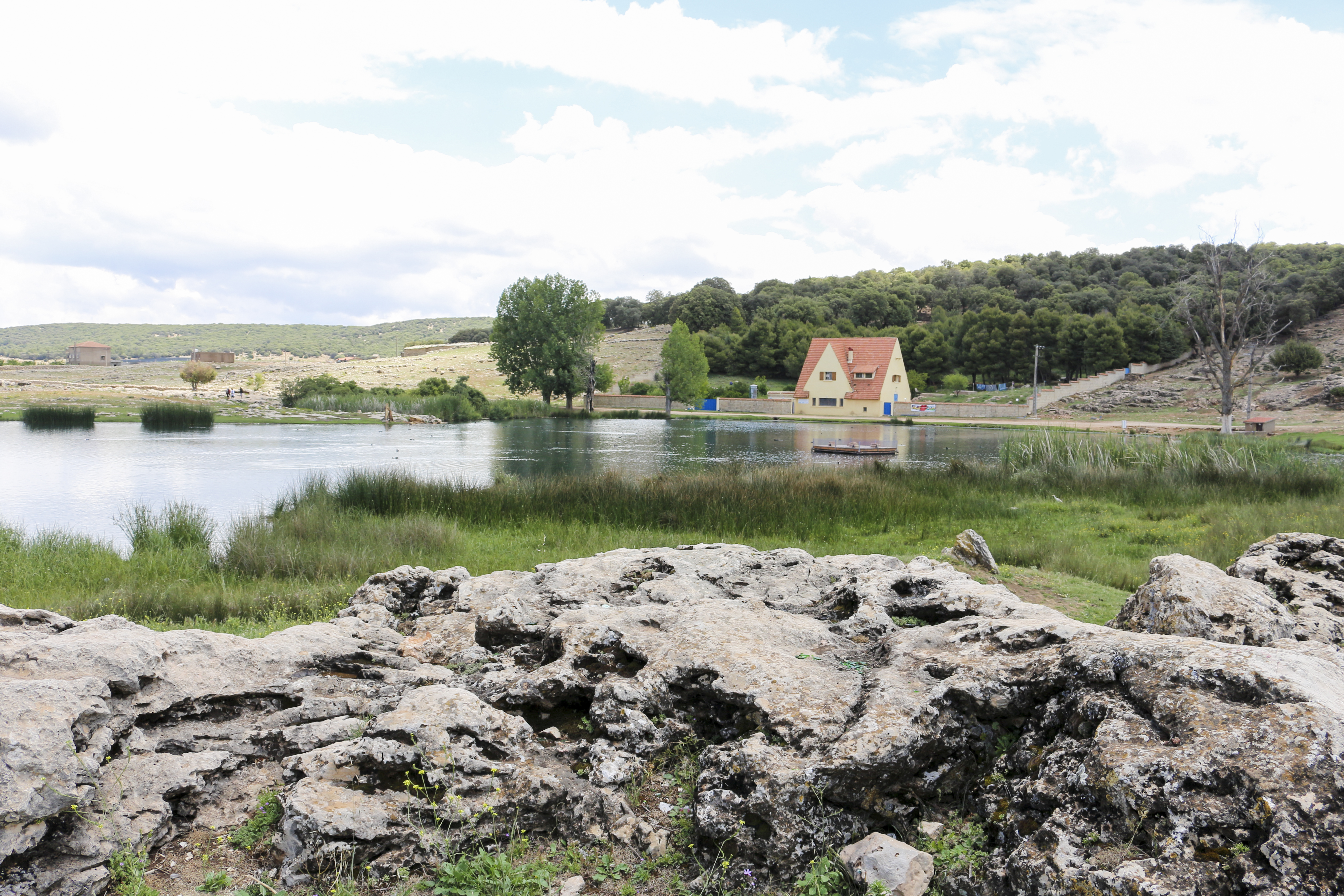
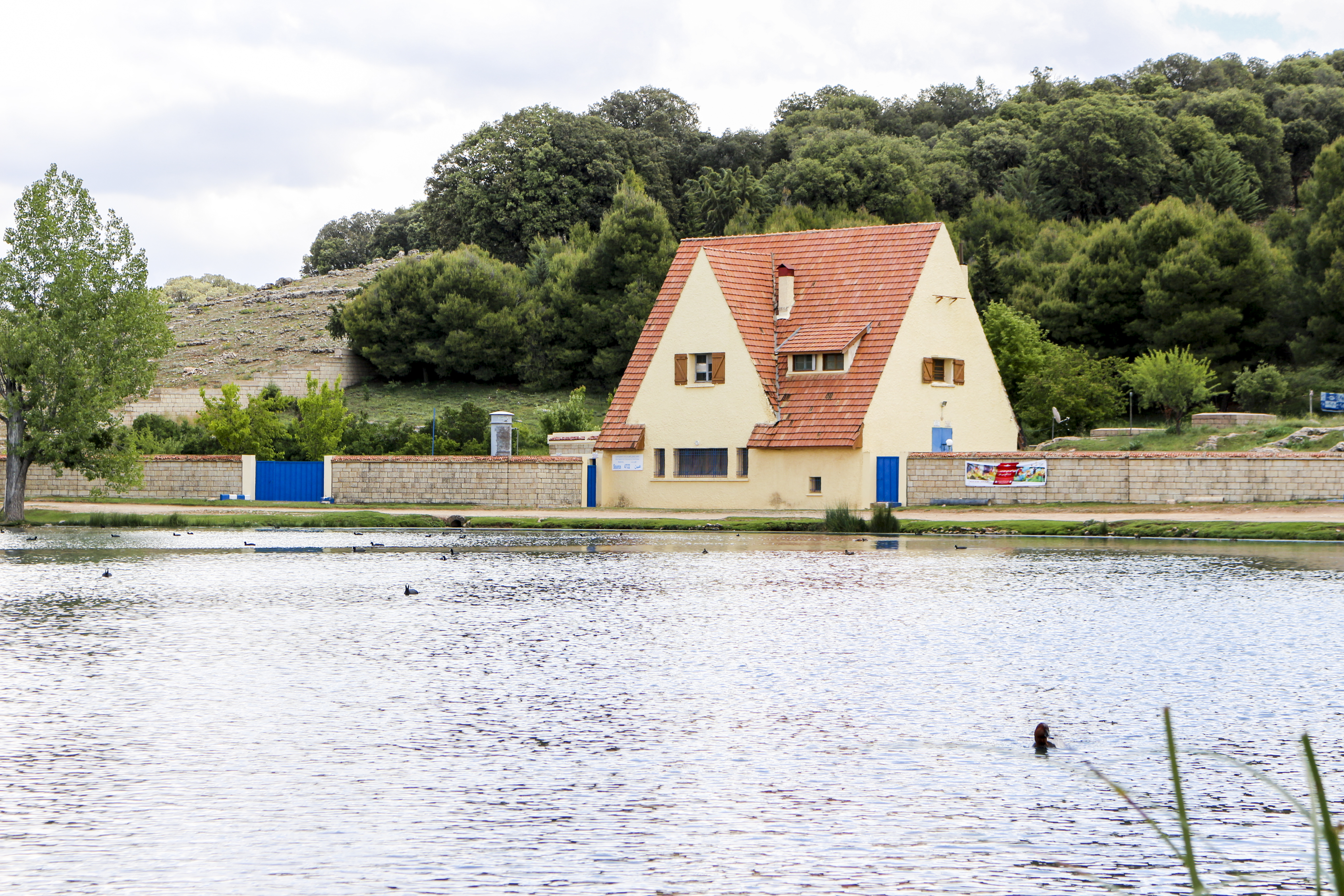
بحيرة زروقة من الغرب